# Pentas nervosa
Pentas nervosa är en måreväxtart som beskrevs av Frank Nigel Hepper. Pentas nervosa ingår i släktet Pentas och familjen måreväxter. Inga underarter finns listade i Catalogue of Life.